# Oblężenie Bostonu
Oblężenie Bostonu – oblężenie, które trwało w dniach od 19 kwietnia 1775 do 17 marca 1776 i było początkową  fazą wojny o niepodległość Stanów Zjednoczonych, w której milicjanci z Nowej Anglii – a później żołnierze Armii Kontynentalnej – otoczyli Boston leżący w ówczesnej kolonii Massachusetts i uniemożliwili działanie armii brytyjskiej skoszarowanej w mieście. Oblężenie nie odniosło pełnego sukcesu, jednak odegrało istotną rolę w stworzeniu Armii Kontynentalnej i wzmocnieniu jedności trzynastu kolonii.
Najważniejszym epizodem oblężenia była bitwa o Bunker Hill.

## Początek oblężenia
Oblężenie rozpoczęło się późnym wieczorem bitwą pod Lexington i Concord, gdy siły rebeliantów podążające za wycofującymi się do Bostonu Brytyjczykami zajęły przewężenie u wejścia na półwysep, na którym stało miasto. Początkowo generał Artemas Ward, jako głównodowodzący milicji Massachusetts, dowodził oblężeniem. Swoją główną kwaterę założył w, położonym na zachód od Bostonu, Cambridge a swoje oddziały rozmieścił na półwyspie Charlestown (na północ od Bostonu), w Roxbury (na południe od Bostonu), i na wzgórzach Dorchester położonych na południowy wschód od Bostonu. Początkowo rebelianci w sile 6 do 8 tysięcy ludzi mieli naprzeciw siebie około 4 000 żołnierzy brytyjskich pod dowództwem generała Thomasa Gage’a i zablokowali ich w mieście.
Działania wojsk kolonistów nie były pełnym oblężeniem, gdyż Royal Navy nadal kontrolowała port i dostarczała zaopatrzenie zarówno wojsku jak i mieszkańcom. Mimo to jednak ceny dość szybko wzrosły. Kolejnym czynnikiem obniżającym morale lojalistów był fakt braku jakiegokolwiek wywiadu na temat ruchów milicji oblegającej miasto, podczas gdy milicjanci znali niemal każdy ruch Brytyjczyków i znali sytuację w mieście.

## Bunker Hill
25 maja 1775 wojska generała Gage zostały wzmocnione posiłkami w sile 4500 żołnierzy. Do miasta przybyło także trzech generałów: major-generałowie William Howe i John Burgoyne oraz generał brygady Henry Clinton. Wzmocniony sztab rozpoczął plany przerwania oblężenia.
15 czerwca do lokalnego Komitetu Bezpieczeństwa dotarły informacje o planach Brytyjczyków. Chcieli oni zaatakować Wzgórza Dorchester oraz bazę kolonistów na półwyspie Charlestown. Generał Ward otrzymał zalecenia umocnienia obu tych pozycji. Na dowódcę odcinka Bunker Hill generał wyznaczył pułkownika Williama Prescotta.
16 czerwca odbyła się bitwa o Bunker Hill.
W rezultacie bitwy brytyjskie wojska pod dowództwem generała Howe'a zajęli półwysep Charlestown. Jednak koloniści utrzymali pozycje u podstawy półwyspu i uniemożliwili atak na Cambridge i przerwanie oblężenia. Duże straty Brytyjczyków uświadomiły im, jak trudnym przeciwnikiem są rebelianci z trzynastu kolonii.
Od tego momentu w oblężeniu nastąpiła stagnacja po obu stronach.

## Fortyfikacje na Wzgórzach Dorchester
3 lipca przybył George Washington by objąć dowództwo nad nową Armią Kontynentalną. Wojsko i zaopatrzenie przybyły z daleka – między innymi  – aż z Marylandu. Na półwyspie Dorchester zostały zbudowane okopy, które pociągnięto w kierunku Bostonu. Waszyngton zajął także ponownie Bunker Hill i Breed’s Hill, bez oporu ze strony Brytyjczyków.
11 listopada w liście do Kongresu Waszyngton wspomina o próbie desantu brytyjskiego w miejscu zwanym Lechmere's Point.
Później, zimą z 1775 na 1776, Henry Knox i jego wojska inżynieryjne, używając sań przywieźli ciężkie działa zdobyte po zajęciu Fortu Ticonderoga przez oddziały Ethana Allena i Benedicta Arnolda. Działa przetransportowano po lodzie na zamarzniętej rzece Connecticut i ustawiono na pozycjach w Cambridge 24 stycznia 1776 roku. Kilka tygodni później, 5 marca, dzięki żelaznej dyscyplinie i szybkości Armia Kontynentalna Waszyngtona zajęła wzgórza Dorchester w ciągu jednego manewru wojsk, całkowicie omijając Boston. Miasto i garnizon było zagrożone ostrzałem artyleryjskim. Brytyjska flota znajdowała się w płytkim porcie, miała ograniczoną możliwość manewru i nie mogła wspierać obrony miasta. Brytyjczycy nie wiedzieli, że Waszyngton nie jest przygotowany do oblężenia miasta i nie ma nawet wystarczającej ilości prochu.
Mimo przewagi liczebnej (11 tys. Brytyjczyków przeciwko 9 tysiącom ludzi Waszyngtona), w uzbrojeniu i wyszkoleniu, generał Howe zdecydował o ewakuacji armii i floty (oraz około 1000 lojalistów) do Halifaxu w Nowej Szkocji. Stało się to 17 marca 1776 roku i poprzedzone było przygotowaniem niezrealizowanego planu szturmu wzgórz. Nowa Anglia stała się wolna. Milicja wróciła do domu, zaś Waszyngton pomaszerował z większością Armii Kontynentalnej do Nowego Jorku w celu fortyfikacji miasta.